# ポケモンスナップ
『ポケモンスナップ』（Pokémon Snap）は、ハル研究所が開発し、1999年3月21日に任天堂が発売したNINTENDO 64専用ゲームソフト。同年6月30日にアメリカで、2000年9月15日にはヨーロッパ・オーストラリアで発売された。

## 概要
アニメ版『ポケットモンスター』に登場したキャラクター・少年カメラマンのトオルが主人公のスピンオフ作品。プレイヤーはトオルを操作して「ポケモンアイランド」で野生ポケモンの撮影に挑戦する。また、発売当時はコンビニエンスストアのローソンにカセットを持ち込むと、プリクラ風のシールに出力してくれる画期的なサービスを行っていた。
2007年12月4日より、Wiiのバーチャルコンソールとして配信開始された。撮った写真をWii伝言板で他のユーザーに送信できる機能が追加された。新規のプロモーションムービーを制作してみんなのニンテンドーチャンネルで配信したり、ポケモンだいすきクラブで発売記念キャンペーンを実施し、「Yahoo!きっずポケモン」で本作の主人公であるトオルが主要キャラとなった話の6話分を配信した（配信は2008年1月14日で終了）など、新作ソフト並の扱いとなっており、後のWiiウェアの登場を示唆している。
2016年4月6日より、Wii Uのバーチャルコンソールとして配信開始。
登場するポケモンは全てアニメ版の鳴き声になっている。
2021年4月30日、本作のシステムをベースとしたNintendo Switch用ソフト『New ポケモンスナップ』が発売。
2022年6月24日より、『NINTENDO 64 Nintendo Classics』の収録ソフトの一つとして配信開始。

## 登場人物
トオル
声 - 山口勝平
本作の主人公。
オーキド博士
声 - 石塚運昇

## 設定
以前は人とポケモンが仲良く暮らしていたポケモンアイランドは、火山の噴火のため人間はすべて移住してしまった。
人間のいなくなったポケモンアイランドはポケモンだけの島として保護されるようになった。
ポケモン研究の権威であるオーキド博士はポケモンの自然の姿を研究したいと思い、ポケモンの写真家として有名なトオルに調査を依頼する。
全てのコースで、ポケモンアイランドに生息しているポケモンを全て撮ることがゲームの目的である。
そのためには隠れているポケモンを探し出したりもしなければならず、中には謎解きの要素のような少し複雑な方法もある。
ポケモンの姿がなるべくわかりやすくなるように、はみ出さない程度に大きく、正面や後ろ向きで、特別なポーズや群れているところを撮影するなどいくつかの得点要素があるが、点数を気にせず面白い写真を撮ることもこのゲームの面白さのひとつである。また、気に入った写真はアルバムに残すこともできる。

## ゼロワン号
各コース内はゼロワン号での移動になる。
生息しているポケモンに影響を与えないようにオーキド博士が開発したもの。
01、つまり第1号という意味。下半球状で、上側には乗員の上にアーチがついている。
全長1.6m、高さ1.8m、重さ1.2tの1人乗り仕様。
ゴールゲートから発信される誘導電波を左右のビーコンセンサーでキャッチし、自動運転するためいつも同じ経路を通り、迷うことがない。
そのほかにも、障害物があったときに緊急停止するバンパー型衝突センサー、自動的に調光するスーパーヘッドライトなどを搭載している。
ダッシュマシンを装備することで、ボタン操作により早く進めることができるようになる。
コースの地形に応じて次のタイプに切り替わる。
地上タイプ
基本形。スーパークッションシステムを搭載しており、乗り心地がよい。タイヤは悪路用のもので、左右に1個ずつと、後部に小型のタイヤがある。
水上タイプ
オゾン層に無害な軽量ガスを使った左右のフローターにより、水上に浮くことができる。後部の、超伝導モーターで動くスクリューで前進する。このモーターは音が出ないように設計されている。
空中タイプ
左右のジェットエンジンを搭載している。後部にも小型のジェットエンジンがある。
『New』ではこれと性能がよく似たネオワン号が登場。

## コースと出現するポケモン
以下に各コースに登場するポケモン、及び「しるし」を記載する。なお「しるし」とはポケモンの形を象った地形などであり、これを被写体に収めることがシナリオ上重要なポイントとなっている。「→」は特定の条件で進化。
ビーチ
南国的な砂浜に沿って進む形になる。
しるし：キングラー（海岸の岩）
出現ポケモン：ポッポ ドードー ピカチュウ バタフリー ラプラス カビゴン ニャース ストライク イーブイ ラッキー ガルーラ コイキング
トンネル
人間が住んでいた頃の地下の発電所が寂れたところ。ゴール付近に「かざん」コースへの入り口がある。
しるし：カイロス（映写機で投影されたガラクタの影）
出現ポケモン：ピカチュウ マルマイン エレブー コクーン ズバット サンダー ゴースト コイキング ディグダ→ダグトリオ コイル→レアコイル
かざん
火山地帯を抜ける。炎ポケモンが大半を占める。
しるし：ドガース（噴火口から上る噴煙）
出現ポケモン：ギャロップ ロコン ブーバー ヒトカゲ→リザード ファイヤー ガーディ→ウインディ リザード→リザードン コイキング
リバー
流れの穏やかな川上を進む。左岸には土手が、右岸にはジャングルが広がっている。ゴール付近に「どうくつ」コースへの入り口がある。
しるし：カラカラ（大木）
出現ポケモン：ニョロモ フシギダネ シェルダー ヤドン→ヤドラン ラフレシア  コイキング トランセル パルシェン ポリゴン ピカチュウ コダック
どうくつ
広々とした神秘的な洞窟を抜けていく。ところどころに水溜りがある。
しるし：ミュウツー（発光体）
出現ポケモン：ズバット ベトベター→ベトベトン メタモン プリン ドガース コイキング ウツドン→ウツボット ルージュラ フリーザー ピカチュウ
けいこく
急な流れの渓流を降りていく。川は激しく蛇行しており、途中には滝や渦潮がある。
しるし：ダグトリオ（岩山）
出現ポケモン：ゼニガメ コイキング→ギャラドス ミニリュウ トサキント マンキー イシツブテ サンド ゴローン サンドパン ヒトデマン→スターミー カイリュー
にじのくも
ポケモンのしるしを全て集めると行けるようになる。まわりには星空が広がる。ミュウのみが出現する。
出現ポケモン：ミュウ

## アイテム
アイテムを使うことで、ポケモンに様々な仕草をさせることができるようになっている。なお所持数に制限はないため、残量が無くなることはない。そのためフードなどは連射して使用したほうが効率がよい。『New』ではふわりんごと呼ばれている。
ポケモンフード
ポケモン専用の餌を使い、遠くからでも見つけられるようにリンゴに似せてある。ポケモンを特定の場所に誘導させたり、食べている仕草を写すことができるが、体に直接ぶつけると、イヤイヤボールに似た働きもする。
イヤイヤボール
物にぶつかった時に、ポケモンの嫌がる虫よけスプレーのガスが出る仕組みになっている。隠れているポケモンを飛び出させたり、倒れた仕草を写すことができる。また、火山の「しるし」を集める際に必要となる。
ポケモンのふえ
RPG作品のポケットモンスターシリーズ中では、カビゴンその他のポケモンを起こす道具だが、本作中では主にポケモンを躍らせることに使用される。もちろんカビゴンを起こすこともできる。トオルが習ったことのあるワルツ、ロック、盆踊りの3種類が吹け、曲ごとにポケモンの反応に違いがある。

## 制作
制作はゲーム業界で史上初の広告による公募で選抜された、任天堂とハル研究所のプロジェクトチーム「ジャックアンドビーンズ」。
なお、開発当初はポケモンとは全く別のオリジナルキャラクターを撮るゲームとして開発が進められていたが「遊びの動機がはっきりしなかったため」途中でポケモンへ変更された。
株式会社ポケモン代表の石原恒和はオファーを受けた際はあまりピンとこなかったものの、後から話を聞いて「カメラに対する被写体の向きや、画角の収まり方を評価するゲームだと知って納得し二つ返事で引き受けた」と、2021年のファミ通とのインタビューの中で話している。
大量の画像データを扱うゲームシステムのため、元は64DD用として開発が始まったが、64DDの度重なる延期を受けてロムカセットで発売される事となった。
そのため、保存容量が約38Mバイトから約1Mビット（約128Kバイト、1バイト=8ビット）へと大幅に縮小されている。

## 他機種版
| No. | タイトル                      | 発売日                                      | 対応機種        | 開発元 | 発売元 | メディア                              | 備考 |
| --- | ----------------------------- | ------------------------------------------- | --------------- | ------ | ------ | ------------------------------------- | ---- |
| 1   | ポケモンスナップ              | 2007年12月4日 2007年12月10日 2007年12月11日 | Wii             | 任天堂 | 任天堂 | ダウンロード （バーチャルコンソール） |      |
| 2   | ポケモンスナップ              | 2016年4月6日 2017年1月5日                   | Wii U           | 任天堂 | 任天堂 | ダウンロード （バーチャルコンソール） |      |
| 3   | NINTENDO 64 Nintendo Classics | 2022年6月24日                               | Nintendo Switch | 任天堂 | 任天堂 | ダウンロード                          |      |

Wii版
撮影時の点滅が削除されるほか、ルージュラの肌が変更されている。前述の通り、Wii伝言板に撮影した写真を貼り付ける機能が使える。
Wii U版
明度を下げる代わりに、撮影時の点滅はオリジナルのままである。オープニングおよびオーキド・チェックのフレームレートが60fpsになっている。
NINTENDO 64 Nintendo Classics版
高解像度に対応しており、画面がより鮮明で詳細になる他、撮影時の点滅がWii版同様である。ゲーム全体のフレームレートが30fpsに固定されている。

## ポケモンスナップ ベストフォトコンテスト
1999年、NINTENDO 64『ポケモンスナップ』発売に合わせて開催されたコンテスト。誌面で募集された「小学館コロコロコミック」主催の部門と、テレビ番組で募集された「テレビ東京64マリオスタジアム」主催の部門があり、それぞれ大賞が5名ずつ選ばれ10種類のポケモンのスナップフォトがカード化された。小学館コロコロコミック主催の大賞カードは1種類につき20枚、64マリオスタジアム主催の大賞カードの発行枚数は不明である。
各主催大会での大賞カードでモデルになったポケモンを以下に記載する。記載は『ポケモンカードオフィシャルファンブック2000』252頁、左から右の順。
小学館コロコロコミック主催
- ギャラドス
- ピカチュウ
- ニョロモ
- フシギダネ
- コイキング

テレビ東京64マリオスタジアム主催
- ゼニガメ
- ドガース
- ラッキー
- フリーザー
- ヒトカゲ

## 関連作品
- 激写ボーイ - 指定した被写体を収める等、類似したゲームシステム。